# Gołąbek najdelikatniejszy
Gołąbek najdelikatniejszy (Russula gracillima Jul. Schäff.) – gatunek grzybów należący do rodziny gołąbkowatych (Russulaceae).

## Systematyka i nazewnictwo
Pozycja w klasyfikacji według Index Fungorum: Russula, Russulaceae, Russulales, Incertae sedis, Agaricomycetes, Agaricomycotina, Basidiomycota, Fungi.
Po raz pierwszy opisał go w 1931 r. Julius Schäffer i nadana przez niego nazwa naukowa jest aktualna. Synonimy:
- Russula altaica (Singer) Singer 1951
- Russula gracilis subsp. altaica Singer 1938
- Russula gracilis subsp. gracillima (Jul. Schäff.) Singer 1938
- Russula gracillima f. altaica (Singer) Vassilkov 1970
- Russula gracillima f. cremeo-olivacea R. Socha 2011

Polską nazwę podała Alina Skirgiełło w 1991 r.

## Morfologia
Kapelusz
Średnica 2–6 cm, cienki i kruchy, początkowo wypukły, potem płaskowypukły, na koniec szeroko wklęsły. Brzeg tępy, zwykle nieco falisty, u starych okazów karbowany. Powierzchnia o różnej barwie; purpurowoamarantowa (zwłaszcza na brzegu), z liliowym odcieniem, błękitna, na środku czasami żółtawozielonkawa, oliwkowa do purpurowoczarniawej. Skórka cienka, błyszcząca, dająca się ściągnąć do połowy kapelusza.
Blaszki
Średnio gęste z nielicznymi blaszeczkami, nieco rozwidlone, wolne, nieco przyrośnięte lub nieco zbiegające, wąskie, przy brzegu zaokrąglone, białe, bladokremowe.
Trzon
Wysokość 3–8 cm, grubość 0,8–1,2 cm, cylindryczny, u podstawy nieco maczugowaty, kruchy, początkowo pełny, potem watowaty. Powierzchnia połyskliwa, w górnej części biała, zwykle jasnoróżowo nabiegła.
Miąższ
Średniej grubości, kruchy, biały, watowaty, delikatny o słabym, owocowym zapachu i smaku od łagodnego do ostrego, szczególnie w górnej części owocnika. W FeSO4 różowieje.
Wysyp zarodników
Jasnokremowy.
Cechy mikroskopowe
Podstawki do 50 × 11 µm. Bazydiospory 8–10 × 6–8 µm, jajowato-elipsoidalne, pokryte dość ostrymi i dużymi oraz małymi, amyloidalnymi brodawkami. Hilum wyraźne. Cystydy maczugowate, o szczytach tępych lub krótko zwężonych, 60–100 × 10–14 µm, w sulfowanilinie czerniejące. W skórce kapelusza dermatocystydy i włoski.
Gatunki podobne
Charakterystycznymi cechami gołąbka najdelikatniejszego są: dość drobne rozmiary, biały miąższ, bladokremowe blaszki i występowanie pod brzozami.

## Występowanie i siedlisko
Występuje w Ameryce Północnej, Europie i Azji. W Europie jest rzadki. W Polsce do 2003 r. jedyne stanowisko podała Alina Skirgiełło w Kuźnicy w 1991 r., w późniejszych latach podano następne. Aktualne stanowiska podaje także internetowy atlas grzybów. Znajduje się w nim na liście gatunków zagrożonych i wartych objęcia ochroną.
Naziemny grzyb mykoryzowy. Występuje pod brzozami na wilgotnych siedliskach.